# Capoeira (vegetação)

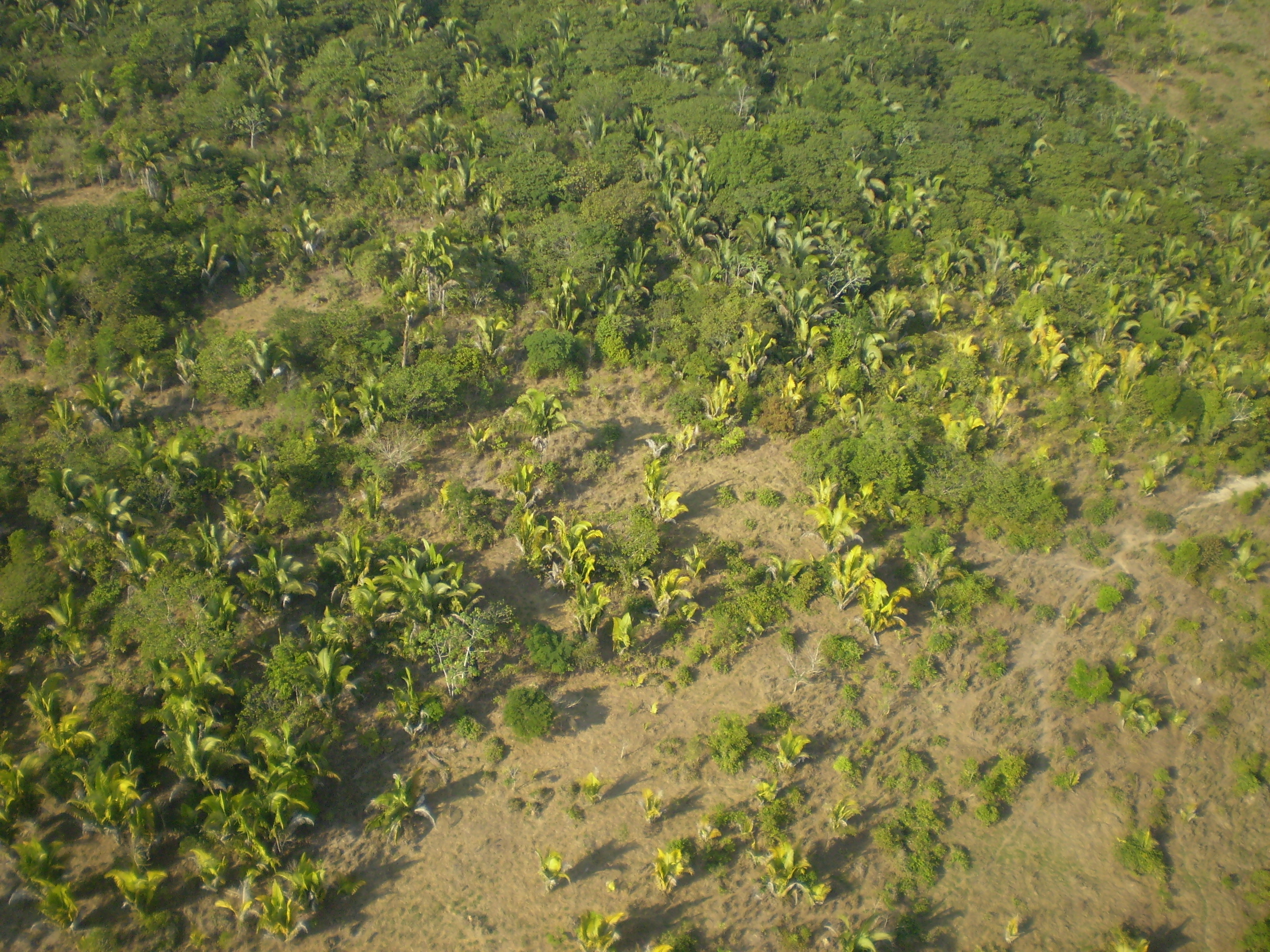
Comunidade seral em antigo pasto na floresta amazônica.

Capoeira é uma vegetação secundária composta por gramíneas e arbustos esparsos, que cresce após a derrubada da vegetação original. O termo, oriundo do tupi, designa o mato que nasceu no lugar de vegetação cortada. Significa, literalmente, "mato do passado", de ka'a ("mato") e uera ("do passado").A capoeira se dá principalmente em áreas de atividade agrícolas , em especial áreas de pastagem. Por sofrer desgaste causado pelo homem não é considerada uma floresta primária. No Brasil, o termo é sinônimo de juquira.

## Estágios de sucessão

### Inicial
O estágio inicial da capoeira passa a existir em áreas onde  houve  superexploração dos recursos naturais, tais como, áreas degradadas para criação de gado ou  áreas para fins agronômicos.  Esse estágio de capoeira comumente dura cinco anos, podendo se prolongar  por mais anos a depender do nível de degradação do solo. A vegetação tem o predomínio de plantas herbáceas anuais ou bianuais, havendo também algumas árvores pioneiras de poucas espécies como por exemplo,embaúbas (Cecropia sp.), lacres (Vismia sp.), e jurubebas (Solanum sp.).

### Secundário
O estágio intermediário da capoeira ocorre entre dez a 20 anos de idade. Nessa fase a vegetação chegam a uma altura média de 8 metros e há uma variedade de especies, contudo, há predominância de arvores pioneiras como os lacres, ingás (Inga sp.) e as embaúbas (Cecropia sp.) e poucas herbáceas. Ressaltando que essa variação de flora varia de região. 

### Avançado
Inicia-se após 20 anos de regeneração natural da vegetação, nesse estágio avançado de sucessão as árvores atingem uma estatura média superior a 10 m. Essa vegetação é caracterizada por ser lenhosa, alta, tem folhas durante o ano inteiro, com algumas espécies que perder as folhas durante as estações mais secas do ano para evitar perda de água. Neste estágio  também é possível observar algumas espécies climácicas.